# Sergei Sergejewitsch Gimajew
Sergei Sergejewitsch Gimajew (russisch Сергей Сергеевич Гимаев; * 16. Februar 1984 in Moskau, Russische SFSR, Sowjetunion) ist ein ehemaliger russischer Eishockeyspieler, der unter anderem für den HK ZSKA Moskau, Barys Astana, HK Sibir Nowosibirsk, HK Witjas Podolsk und Dinamo Riga in der Kontinentalen Hockey-Liga aktiv war. Sein Vater Sergei Nailjewitsch war ebenfalls Eishockeyspieler und arbeitete zuletzt als Eishockeykommentator.

## Karriere
Sergei Gimajew begann seine Karriere als Eishockeyspieler im Nachwuchsbereich des HK ZSKA Moskau, für dessen zweite Mannschaft er von 1999 bis 2002 in der drittklassigen Perwaja Liga aktiv war. Anschließend wechselte der Verteidiger zu Sewerstal Tscherepowez, für das er in den folgenden beiden Jahren in der Superliga auflief, ehe er zu Beginn der Saison 2004/05 zu deren Ligarivalen HK Sibir Nowosibirsk wechselte. Für den Klub erzielte er bis Saisonende in 31 Spielen ein Tor und gab sechs Vorlagen. Daraufhin erhielt er einen Vertrag beim amtierenden Meister HK Dynamo Moskau, für den er in den folgenden beiden Spielzeiten auf dem Eis stand. Nachdem der Linksschütze die Saison 2007/08 bei seinem Ex-Club Sewerstal Tscherepowez verbracht hatte, wurde er zur folgenden Spielzeit von Barys Astana aus der Kontinentalen Hockey-Liga verpflichtet, für den er in 45 Spielen zwei Vorlagen gab. Zur Saison 2011/12 wurde Gimajew von Salawat Julajew Ufa verpflichtet.
Im Mai 2016 wechselte er innerhalb der KHL zum HK Witjas Podolsk, für den er bis 2018 85 KHL-Partien absolvierte und dabei 5 Scorerpunkte erzielte. Ab August 2018 stand er bei Dinamo Riga unter Vertrag. Nach zwei Jahren beim lettischen KHL-Klub wechselte er im September 2020 zu Kunlun Red Star. Für den chinesischen KHL-Teilnehmer kam er nur auf acht Einsätze, ehe er seine Karriere im Januar 2021 beendete.

### International
Für Russland nahm Gimajew an der U20-Junioren-Weltmeisterschaft 2004 teil, bei der er mit seiner Mannschaft den fünften Platz belegte. 

## Erfolge und Auszeichnungen
- 2003 Russischer Vizemeister mit Sewerstal Tscherepowez